# グレッグ・スミス (1991年生のバスケットボール選手)
グレゴリー・ステフェン・スミス (Gregory Stephen Smith 1991年1月8日 - )は、アメリカ合衆国・カリフォルニア州ヴァレーホ出身の元プロバスケットボール選手。大阪エヴェッサに所属していた。

## 来歴
2009年にカリフォルニア州立大学フレズノ校入学し、2年間で平均11.6得点7リバウンドを記録したところで2011年のNBAドラフトにアーリーエントリーしたスミスだったが、ドラフトではどのチームからも指名を受けることが出来ず、更に2011年はNBAロックアウトが敢行されたこともあり、スミスは8月にメキシコに渡り、ソレス・デ・メヒカリでプロキャリアを開始。そしてロックアウトが解消された12月に帰国し、同月13日にヒューストン・ロケッツと契約。28日に傘下のリオグランデバレー・バイパーズに送られ、翌年2月8日に正式にロケッツと契約し、念願のNBA選手となった。
2011-12シーズンは7試合に出場。翌2012-13シーズンは、オメル・アーシュクの控え役として71試合に出場したものの、2013-14シーズンは膝の負傷にドワイト・ハワードの加入で出番が減少し、2014年4月10日に解雇。4日後にシカゴ・ブルズに拾われたものの、膝の負傷で不出場に終わった。
2014-15シーズンはダラス・マーベリックスでプレー。2015-16シーズンは、シーズン開幕後も所属チームが決まらなかったが、2016年1月5日にトロント・ラプターズ傘下のラプターズ・905と契約。3月1日にミネソタ・ティンバーウルブズと10日間契約を結んだ。
2017年8月8日、大阪エヴェッサと契約したことが発表された。
故障のため2018年1月9日に退団。